# Тамилнад
Тамилна́д (там. தமிழ் நாடு [ˈtamiɻ ˈnaːɽɯ]; хинди तमिल नाडु англ. Tamil Nadu; букв. — «страна тамилов») — штат на юге Индии.
Население — 72 138 958 человек (7-е место среди штатов; данные 2011 года).
Столица и крупнейший город — Ченнаи (в прошлом — Мадрас), который также является четвёртым по величине городом Индии. Другие крупные города — Мадурай, Коямпуттур (Коимбатур), Тируччираппалли, Куддалор, Тирунелвели, Салем.

## Физико-географические данные
Площадь — 130 058 км² (11-е место). Тамилнад граничит со штатами Карнатака, Керала и Андхра-Прадеш, а также с союзной территорией Пондишери (Путуччерри). На востоке омывается водами Бенгальского залива. Важнейшая река — Кавери.
Запад, юг и северо-запад штата — холмисты. Тамилнад — единственный штат, имеющий на своей территории как западные, так и восточные Гхаты, которые здесь соединяются в холмистый район Нилгири. Западные Гхаты протянулись вдоль границы с Кералой, практически блокируя осадки, приносимые юго-западными муссонами. Восточная часть штата — плодородная равнина, северная часть представлена как равниной, так и холмистыми территориями. Центральные районы Тамилнада довольно засушливы и получают меньше осадков, чем другие районы.
Тамилнад имеет побережье длиной 910 км.
Климат региона зависит от муссонов, многие районы подвержены засухам. Среднегодовое количество осадков составляет 945 мм, из которых около 48 % приносят северо-восточные муссоны, а 32 % — юго-западные муссоны.

### Флора и фауна
Леса покрывают около 17 % от площади штата. В Тамилнаде расположены пять национальных парков общей площадью 307,84 км² (около 0,24 % от площади штата):
- Индира Ганди — 117,1 км²; основан в 1989 году;
- Гуинди — 2,82 км²; основан в 1976 году;
- Залив Маннар — 6,23 км²; основан в 1980 году;
- Мукуртхи — 78,24 км²; основан в 1990 году;
- Мудумалай — 103,23 км²; основан в 1990 году.

#### Природные заповедники штата
- Заповедник гигантских белок, расположенный в округе Вирудхунагар. Площадь — 485 км².
- Заповедник Индира Ганди — продолжение одноимённого национального парка, расположен в округе Коимбатур. Площадь — 841,5 км², леса меняются от засушливых широколиственных до вечнозелёных и влажных горных лесов.
- Заповедник Калаккад, расположенный в округе Тирунелвели, площадь — 223,6 км².
- Заповедник Мундантхурай: округ Тирунелвели; 282,1 км²
- Заповедник Мудумалай — продолжение одноимённого национального парка, округ Нилгири. Площадь — 217,8 км².
- Заповедник Сатхямангалам, в округе Эрод. Площадь — 524,4 км².
- Заповедник Валланаду, расположенный в округе Тхутхукуди. Площадь — 16,41 км².

Кроме того, здесь расположены три биосферных заповедника, четыре слоновьих заповедника, три тигриных заповедника и двенадцать птичьих заповедников. Общая площадь охраняемых территорий составляет 3 305 км² (2,54 % от площади штата).
В Тамилнаде встречается около двух тысяч видов позвоночных. Основные виды млекопитающих включают: индийский слон, бенгальский тигр, леопард, губач, гаур, индийский макак, северноравнинный серый лангур, вандеру, капюшонный гульман, нилгирский тар, красный волк, четырёхрогая антилопа, оленьковые, замбар, камышовая кошка, кошка-рыболов, бенгальская кошка, малая циветта, мусанг, гарна, аксис и другие.
Из рептилий встречается болотный крокодил, королевская кобра, бамбуковая куфия, тигровый питон, индийская черепаха, очковая змея, индийский крайт, плетевидная змея и другие.

## История
В Тамилнаде в долине Корталлайар представлены памятники ашельской культуры.
Останки пятимесячного ребёнка из местонахождения Одаи возрастом 187 тыс. лет относят либо к виду Homo erectus, либо — к ранним Homo sapiens.
Около 7000 лет до н. э. в Северной Индии появились первые неолитические культуры (Мергарх и др.), тогда как на юге только начался мезолит. Позднее, около 3000 л. до н. э., когда на севере уже широко был распространён энеолит и возникли зачатки цивилизации бронзового века (культура долины Инда), на юге только наметился переход к неолиту. В 1 тыс. до н. э. сюда начинают проникать арийские народы, постепенно подчинившие себе тамильские территории.
Во времена британского господства территория штата входила в состав Мадрасского президентства, который после провозглашения независимости превратился в штат Мадрас. В 1953 г. телугуязычные северо-восточные районы сформировали новый штат Андхра, а небольшой участок на северо-западе вошёл в состав штата Майсур (позднее переименованного в Карнатаку). В 1956 г. прилегающие к Аравийскому морю районы были поделены между Майсуром и вновь созданной Кералой, после чего территория штата приобрела современные очертания (если не считать незначительное изменение границы со штатом Андхра-Прадеш в 1960 году). В 1968 г. штат Мадрас был переименован в Тамилнад.

## Политика
Начиная с 1967 г., борьба за власть в штате ведётся между двумя наиболее могущественными региональными партиями: ДМК (Dravida Munnetra Kazhagam «Федерация дравидского прогресса») и отколовшейся от неё в 1972 г. АИАДМК (All India Anna Dravida Munnetra Kazhagam «Всеиндийская федерация дравидского прогресса имени Аннадураи»).
Общенациональные партии — Индийский национальный конгресс, Бхаратия Джаната Парти, Коммунистическая партия Индии (марксистская) — выступают на региональных выборах в коалициях с вышеупомянутыми партиями, как и влиятельные региональные ПМК (Pattali Makkal Katchi) и МДМК (Marumalarchi Dravida Munnetra Kazhagam).
По итогам выборов в апреле-мае 2006 г., ДМК получила 97 из 234 мест в ассамблее штата и сформировала правительство при поддержке ИНК, ПМК, КПИ и КПИ (М).

## Население
По данным переписи 2011 года, население штата составило 72 138 958 человек (7-е место в Индии, около 5,96 % от населения страны). Плотность населения составляет почти 554,67 чел./км², что существенно выше, чем в среднем по территории Индии; 44 % населения Тамилнада живёт в городах (самый высокий показатель среди штатов страны).
С 2001 по 2011 год включительно население выросло на 15,6 %. Тем не менее, штат отличается одной из самых низких в стране фертильностью — около 1,8 ребёнка на одну женщину (наряду со штатами Андхра-Прадеш и Гоа).
Большинство населения (около 88,34 %) исповедует индуизм. Достаточно велика доля христиан — 6,08 %. Ислам исповедует 5,57 % населения.
Официальный язык штата — тамильский; на нём говорят 89 % от населения штата. Другие языки, распространённые в Тамилнаде, включают телугу — 5,66 %, каннада — 1,7 %, урду — 1,5 % и малаялам — 0,6 %.
Средняя продолжительность жизни составляет 65,2 лет у мужчин и 67,6 лет у женщин.
По данным на 2004—2005 года, доля лиц, проживающих за чертой бедности, составляет 27,5 %.
Изменения численности населения:
- 1951 — 30 119 000 чел.
- 1961 — 33 687 000 чел.
- 1971 — 41 199 000 чел.
- 1981 — 48 408 000 чел.
- 1991 — 55 859 000 чел.
- 2001 — 62 406 000 чел.
- 2011 — 72 138 958 чел.

Крупнейшие города:
- Ченнай — 4 216 268 чел.
- Коимбатур — 923 085 чел.
- Мадурай — 922 913 чел.
- Тируччираппалли — 746 062 чел.
- Салем — 693 236 чел.
- Тирунелвели — 411 298 чел.
- Тируппур — 346 551 чел.

## Административно-территориальное деление
Штат включает в себя 32 округа:
- Ариялур — образован в 2000 году[7]
- Веллуру
- Виллупурам — образован в 1993 году
- Вирудунагар — образован в 1985 году
- Диндуккал — образован в 1985 году
- Дхармапури — образован в 1965 году
- Канчипурам
- Каньякумари — образован в 1956 году
- Карур — образован в 1995 году
- Коимбатур
- Кришнагири — образован в 2004 году
- Куддалор
- Мадурай
- Нагапаттинам — образован в 1997 году
- Намаккал — образован в 1996 году
- Нилгирис

- Перамбалур — образован в 1995 году
- Пудуккоттай — образован в 1974 году
- Раманатхапурам
- Салем
- Танджавур
- Тируваллур — образован в 1999 году
- Тируваннамалай — образован в 1989 году
- Тируварур — образован в 1997 году
- Тирунелвели
- Тируппур — образован в 2008 году
- Тируччираппалли
- Тутикорин — образован в 1986 году
- Тхени — образован в 1996 году
- Ченнаи
- Шиваганга — образован в 1985 году
- Ироду — образован в 1979 году

## Экономика
Тамилнад — второй по промышленной мощи штат Индии (после Махараштры). Он является также наиболее урбанизированным штатом (47 %, оценка 2005). В отличие от большинства штатов страны, промышленное производство довольно равномерно размещено по территории.
Тамилнад — второй в Индии штат по уровню развития IT-индустрии (после Карнатаки) — в частности, Ченнаи по этому показателю уступает только Бангалору, и именно там находится крупнейший в Индии IT-парк. Значительное развитие получили также биотехнологии (особенно в Ченнаи и Мадурае). Развиты машиностроение (в штате выпускается 40 % индийских автомобилей — большинство на заводе корпорации «Hyundai»; с 2008 г. работает завод по производству силовых машин корпорации WEG (Бразилия)), чёрная металлургия (завод в Салеме), энергетика (АЭС в Калпаккаме, АЭС Куданкулам); значительная часть электроэнергии поставляется в соседние штаты. Важную роль традиционно играет текстильная (особенно трикотажная) промышленность, важнейшим центром которой является Тирупур (близ Коямпуттура).
Развит туризм; среди основных центров — Канчипурам, Мамаллапурам (Махабалипурам), Тируччираппалли, Канньякумари и Рамешварам. Пляж Марина в Ченнаи — второй по протяжённости в мире после пляжа города Кокс-Базар в Бангладеш.

## Сельское хозяйство
Важное место в экономике занимает сельское хозяйство. Тамилнад занимает пятое место в Индии по сбору риса; здесь выращивается около 10 % всех индийских фруктов и около 6 % овощей. Дельта реки Кавери известна как «рисовая чаша Южной Индии». Около 87 % от фруктов, выращиваемых в штате, приходится на бананы и манго.
Штат — крупнейший производитель бананов и цветов; второй крупнейший производитель манго, каучука, арахиса, кокосов; третий крупнейший производитель кофе. Важное место занимает производство сахарного тростника — им занято около 2 % культивируемых площадей.
Развито животноводство; Тамилнад — один из крупнейших производителей молока.
Тамилнад — дом М. С. Сваминатана — учёного, которого называют «отцом зелёной революции Индии».

## Транспорт
Тамилнад имеет сравнительно развитую транспортную систему. Общая протяжённость дорог штата составляет 199 040 км, из них 4873 км — национальные шоссе. Плотность дорожной сети — 153 км на 100 км², что выше средней по стране. Штат имеет довольно развитую железнодорожную сеть (5952 км), относящуюся к южной зоне индийских железных дорог. На территории штата находятся 532 железнодорожных станции; Ченнаи имеет систему пригородного железнодорожного сообщения. В Ченнаи в 2015 г. был открыт метрополитен.
Главный автобусный оператор штата — Tamil Nadu State Transport Corporation (TNSTC) — обеспечивает автобусное сообщение по всему Тамилнаду.
Международный аэропорт Ченнай (Chennai International Airport) — четвёртый загруженный в стране. Другие 3 международных аэропорта: Tiruchirapalli International Airport и Coimbatore International Airport и Madurai International Airport.

## Образование
По данным на 2011 год, уровень грамотности в Тамилнаде составил 80,3 % (значительно выше среднего по стране). В 2001 году этот показатель составил 73,5 %. Одной из проблем образования в штате является отсутствие достаточно подготовленных педагогов в государственных школах. В Тамилнаде имеется 37 университетов, 454 технических колледжей, 566 колледжей наук и искусств, 34 335 начальных школ, 5 167 средних школ, 5 054 старших школ.
Основные учебные заведения включают: University of Madras, IIT Madras, PSG College of Technology, Anna University Chennai, Coimbatore Institute of Technology, Kamaraj University, Madurai, NIT Tiruchi, Madras Christian College, Christian Medical College, Vellore Institute of Technology, Thiagarajar College of Engineering, Bharathidasan Institute of Management, Madras Medical College, Loyola College, Tamil Nadu Agricultural University и Madurai Medical College.

## Достопримечательности
- Храмовый город Канчипурам, называемый городом тысячи храмов, многие из которых являются шедеврами средневековой индийской архитектуры.
- Столица паллавского государства Мамаллапурам (Махабалипурам), в настоящее время являющийся городом скульпторов.
- Мадурай — город одного храма Шри Минакши Сундарешвар мандира, посвящённого Богу Шиве и его супруге Парвати.
- Шрирангам — огромный храмовый комплекс, посвящённый Богу Вишну, включающий в себя шесть стен с гопурамами (надвратными башнями).
- Каньякумари (мыс Коморин) — южная оконечность Индостана — место, где встречаются Бенгальский залив, Аравийское море и Индийский океан.